# 1106 Cydonia
1106 Cydonia је астероид главног астероидног појаса чија средња удаљеност од Сунца износи 2,597 астрономских јединица (АЈ).
Апсолутна магнитуда астероида је 12,0 а геометријски албедо 0,118.